# Шаровики (иглокожие)
Шаровики (морские пузыри, цистоидеи, лат. Cystoidea) — класс вымерших иглокожих. Известны с ордовика. Вымерли, по разным данным, в каменноугольном либо в пермском периоде. От других иглокожих отличаются наличием в панцире поровых отверстий треугольной формы.
Внешне напоминали морских лилий, с тем различием, что у шаровиков тело было овальным, а не в форме чаши, как у лилий. Ротовое отверстие располагалось на верхнем конце тела. Нижним концом шаровики крепились к морскому дну, часто с помощью стебельков. Анальное отверстие открывалось вбок. Поверхность тела делилась на пять, реже на три амбулакральные области, которые сходились ко рту. Небольшие щупальца либо окружали рот, либо располагались рядами по телу, в зависимости от вида.
Поровые отверстия служили, скорее всего, для циркуляции воды, чтобы обеспечить дыхание. У одних видов они сосредоточены в определённой области, тогда как у других распределены по всей поверхности тела.

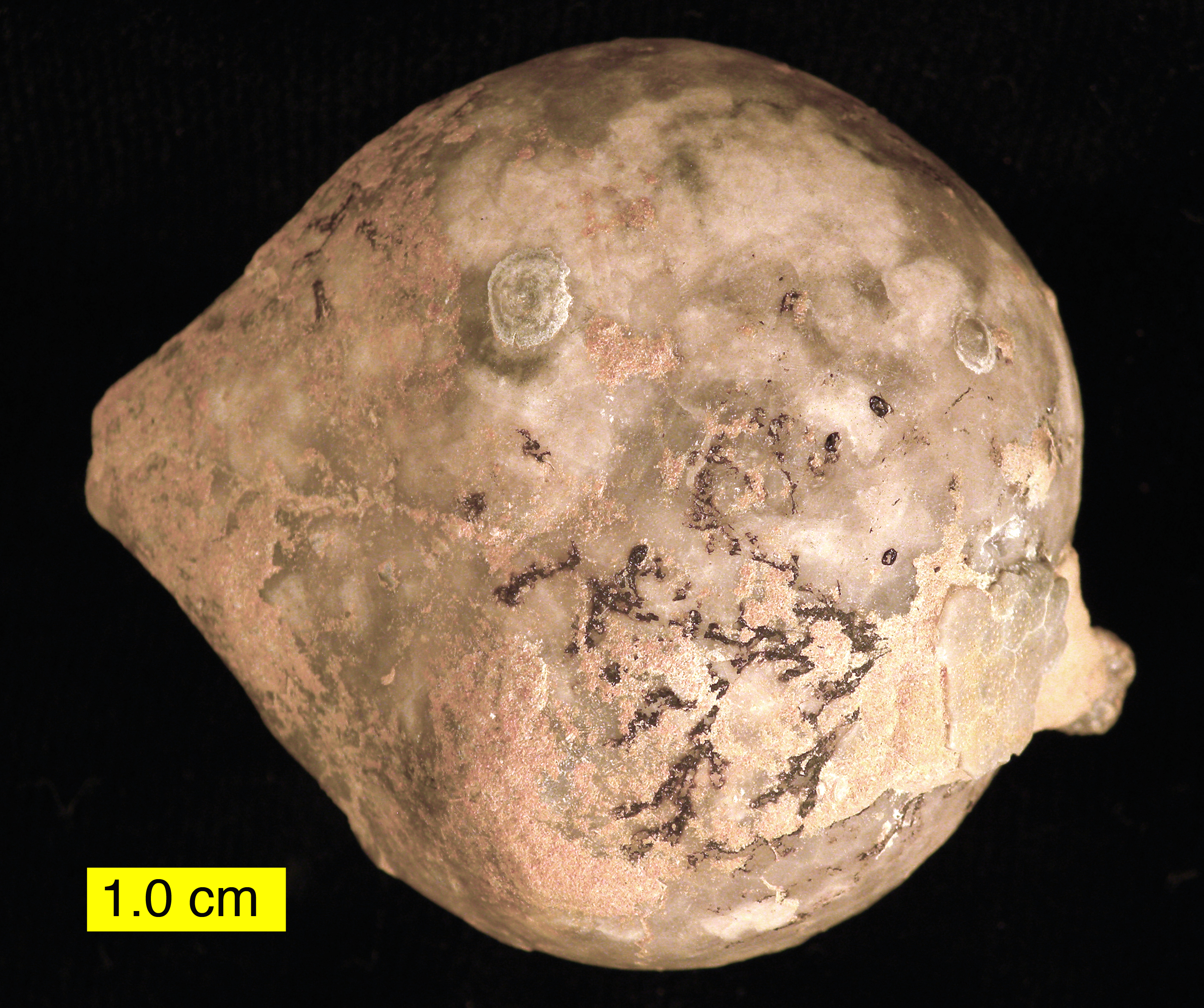
Среднеордовикский шаровик Echinosphaerites aurantium, Эстония. Тёмные ветви — граптолит